# Gáivuotna–Kåfjord
Kåfjord este o comună din provincia Troms, Norvegia.